# Campagnes de la mer Baltique
Pour les campagnes de Première Guerre mondiale sur le même théâtre, voir Guerre navale durant la Première Guerre mondiale.
Seconde Guerre mondiale
Batailles
- Campagne de 1941
- Campagne de 1942
- Campagne de 1943
- Campagne de 1944
- Campagne de 1945

1941
- Carélie du Ladoga
- Isthme de Carélie
- Carélie orientale
- Silberfuchs
  - Renntier
  - Platinfuchs
  - Polarfuchs
- Kirkenes et Petsamo
- Hanko
- Bengtskär
- Porlampi

1942
- Suursaari
- Someri

1944
- Vyborg-Petrozavodsk
  - Tienhaara
  - Tali-Ihantala
  - Île de Nerva
  - Baie de Vyborg
  - Vuosalmi
  - Nietjärvi
  - Ilomantsi
  - Hokki

Campagnes de la mer Baltique
Les campagnes navales baltiques furent menées par les forces navales de l'Axe et des Alliés dans la mer Baltique, dans ses régions côtières, et dans le golfe de Finlande pendant la Seconde Guerre mondiale. Après des combats préliminaires entre les forces polonaises et allemandes, les principaux combattants sont l'Allemagne et la Finlande, opposés à l'Union soviétique. La marine marchande et la flotte de la Suède jouèrent un rôle important, et la Royal Navy britannique planifia l’opération Catherine pour prendre le contrôle de la mer Baltique et son étroite sortie dans la mer du Nord. Alors que les opérations incluaient des forces de combat de surface, sous-marine, aérienne, de débarquements amphibies, et un soutien au sol à grande échelle, la caractéristique la plus importante des activités en mer Baltique fut l'échelle de la guerre des mines, en particulier dans le golfe de Finlande. Les belligérants mouillèrent plus de 60 000 mines marines et obstacles pour contrer le déminage, rendant les eaux peu profondes du golfe de Finlande, en des eaux les plus densément minée dans le monde.

## Les forces en présence

### La marine finlandaise
La marine finlandaise était une petite force professionnelle. Elle était constituée, en 1941, de :
– 2 navires de défense côtière, (Ilmarinen (en) et Väinämöinen) ;
– 5 sous-marins (Vesihiisi, Iku-Turso, Vetehinen (en), Vesikko et Saukko (en)) ;
– 4 sloops (Turunmaa, Karjala, Uusimaa (en) et l'Hämeenmaa)
– 3 mouilleurs de mines ;
– 12 dragueurs de mines ;
– 7 vedettes lance-torpilles  de classe Taisto (Tyrsky).
La marine finlandaise utilisa plusieurs autres navires (par exemple, les navires de la garde côtière) pendant les guerres :
– 4 sloops : utilisés principalement comme escorteurs et dragueurs de mines ;
– 6 cutters : petits navires utilisés comme escorteurs et dragueurs de mines ;
– 17 patrouilleurs de la classe VMV (en) (VMV-11): utilisés comme de petits torpilleurs, canonnières, chasseurs de sous-marins et dans d'autres rôles.

### LaKriegsmarine
Initialement, la Reichsmarine, le nom de la marine allemande d’avant-guerre, souffrit des restrictions imposées par les obligations imposées par les traités postérieurs à la Première Guerre mondiale. Cependant, en 1935, l'Allemagne avait signé l'accord naval anglo-allemand, qui lui permit de grossir considérablement. Le nom de la Kriegsmarine fut adopté la même année. Bien que grande, puissante et professionnelle, elle dut diviser ses forces entre plusieurs théâtres de guerre, limitant fortement le nombre et la taille des navires, qu’elle était en mesure de déployer dans la mer Baltique.
Au début de l'opération Barbarossa, le 21 juin 1941, les forces navales allemandes en mer Baltique se composaient de :
- 28 Schnellboote
- 5 sous-marins
- 6 mouilleurs de mines (paquebots convertis)
- 3 escadrons de dragueurs de mines de la classe M
- 3 escadrons de dragueurs de mines réquisitionnés (chalutiers)
- 2 escadrons de bateaux R
- 2 escadrons de patrouilleurs (chalutiers)
- 3 Sperrbrecher
- 2 navires en support pour les dragueurs de mines
- 4 mouilleurs de mines auxiliaires.

En septembre 1941, l'Allemagne forma la provisoire flotte de la Baltique (Baltenflotte), qui comprenait le cuirassé Tirpitz, les croiseurs Admiral Scheer, Emden, Köln, Leipzig et Nürnberg, les destroyers Z25, Z26, Z27 et le 2e escadron de torpilleurs. Elle avait été chargée de détruire la flotte soviétique de la Baltique si elle tentait de s'échapper vers la Suède neutre. Comme ce n'arriva pas, et que les reconnaissances aériennes montraient de graves dommages aux navires restants de la flotte soviétique de la Baltique, le Baltenflotte fut dissoute avant octobre 1941.

### La marine polonaise
La marine polonaise était relativement petite et souffrit beaucoup souffert du manque de fonds, mais réussit toujours à tenir la mer. Au début de la guerre, elle était constitué de :
– 4 destroyers ;
– 5 sous-marins ;
– de nombreux mouilleur de mines ;
– différents petits navires.

### La flotte de la Baltique soviétique
La flotte soviétique de la Baltique était la plus grande des quatre flottes qui composaient la marine soviétique pendant la Seconde Guerre mondiale, et elle fut commandée par Vladimir Tributs tout au long de la guerre. Bien qu'étant initialement basée uniquement dans le coin est du golfe de Finlande, la flotte de la Baltique soviétique était la plus grande puissance navale dans la mer Baltique. Alors la Seconde Guerre mondiale progressait, elle fut en mesure d’utiliser des bases navales en Estonie, en Lettonie et en Lituanie, d'abord en vertu des termes des accords obtenus par la menace à l'automne 1939, puis par l'accès direct aux bases après l'occupation des pays baltes au printemps 1940. Les gains obtenus par le traité de Moscou) après la guerre d'Hiver profitèrent en outre à la flotte soviétique de la Baltique, car l’URSS gagna une base à Hanko, en Finlande, ainsi que la côte de l'isthme de Carélie. Liepāja et Tallinn étaient les principales bases navales de la flotte de la Baltique avant l'opération Barbarossa.

#### Force navale soviétique de la Baltique en juin 1941
| Type de navire                    | Nombre | Note/classe                                        |
| --------------------------------- | ------ | -------------------------------------------------- |
| Cuirassés                         | 2      | cuirassés de la classe Gangut                      |
| Croiseurs                         | 2      | croiseurs de la classe Kirov                       |
| Destroyer                         | 2      | destroyers de la classe Leningrad                  |
| Destroyers (moderne)              | 17     | 3 destroyers de la Type 7, 13 Type 7U, et l’Opytny |
| Destroyers (ancien)               | 6      | destroyers de la classe Novik                      |
| Sous-marins                       | 65     |                                                    |
| Navires d'escorte / canonnières   | 7      |                                                    |
| Navires de guerre dédié aux mines | 39     |                                                    |
| Torpilleurs                       | 48     |                                                    |

### Autres marines de la mer Baltique
La marine suédoise était la troisième plus grande flotte dans la mer Baltique. Bien que la Suède fût restée neutre pendant la guerre, ses navires escortaient et protégeaient les convois à l'intérieur des eaux territoriales suédoises, attaquant parfois les sous-marins hostiles avec des charges de profondeur.
L’Estonie, la Lettonie et la Lituanie avaient tous de petites forces navales avant la Seconde Guerre mondiale. Pendant l'occupation et l'annexion des États baltes par l'Union soviétique en 1940, elles furent absorbées par la flotte soviétique de la Baltique.
- Lettonie : 2 sous-marins de classe Ronis

## Campagnes dans la mer Baltique

### Opérations avant 1941

#### Invasion de la Pologne
La marine polonaise participa à la bataille de la baie de Dantzig en 1939. La plupart de ses navires de surface furent évacués pour continuer la guerre depuis la Grande-Bretagne (opération Pékin), mais quelques bateaux demeurèrent en Pologne et furent coulés par les forces allemandes. Les sous-marins polonais opérèrent dans la Baltique jusqu'à leur internement ou à ce qu’ils s’échapper en direction de la Grande-Bretagne (voir l'incident de l'Orzeł) à l'automne 1939. Les pertes navales allemandes lors de l'invasion s'élevèrent à un mouilleur de mines et un torpilleur.

### Opérations en 1941
La guerre d'Hiver et l'occupation des pays baltes avaient laissé la flotte de la Baltique en position de force. C'était la plus grande marine de la mer Baltique (deux cuirassés, deux croiseurs lourds, 19 destroyers, 68 sous-marins, et une force aéronavale, comprenant 709 avions) avec des bases tout le long de la côte de la Baltique ainsi qu’à Hanko. En particulier, la longue et vulnérable côte sud de la Finlande était maintenant exposée à la menace de la marine soviétique sur toute sa longueur. La marine finlandaise disposait de deux branches, les anciennes mais bien entretenues fortifications côtières construites par les Russes avant la Première Guerre mondiale (forteresse navale de Pierre le Grand), et la marine réelle, composée de deux navires de défense côtière, cinq sous-marins et un certain nombre de petites embarcations. La Kriegsmarine pouvait fournir qu'une petite partie de sa force navale, car elle était occupée avec la bataille de l'Atlantique. La principale préoccupation de l'Allemagne dans la mer Baltique était de protéger les routes maritimes à travers la mer de l'Archipel qui alimentaient son industrie de guerre avec le minerai de fer importé de Suède.

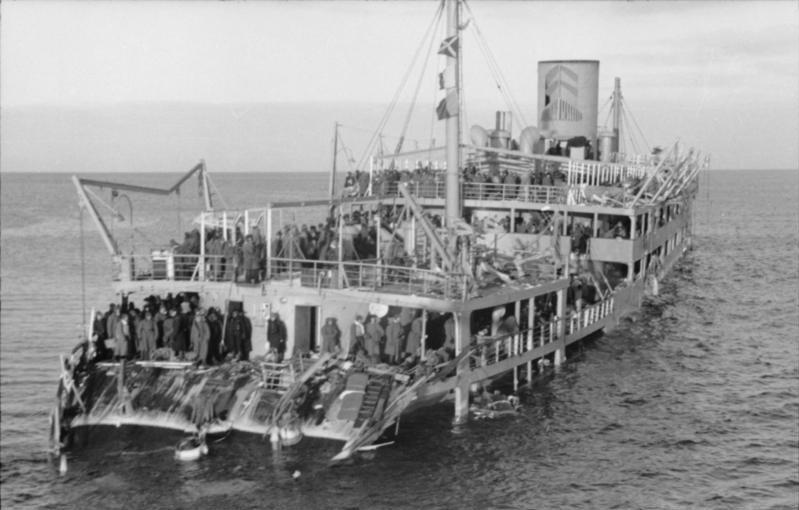
Paquebot soviétique Iosif Staline, utilisé pour l'évacuation des troupes de la base navale de Hanko en novembre 1941, endommagé par une mine, le 3 décembre 1941 et capturé par les Allemands.

La marine soviétique fut prise par surprise par l'assaut initial allemand contre l'URSS le 22 juin 1941, et subit de lourdes pertes lors de l'évacuation des pays baltes et de la Finlande. La Kriegsmarine avait commencé la pose de mines plusieurs heures avant le début effectif de l'invasion, avec effet immédiat, la flotte soviétique de la Baltique perdant un destroyer à cause d’une mine dès le deuxième jour de la guerre. L'avance rapide allemande força la marine soviétique à abandonner ses bases le long de la côte de la Baltique et à évacuer vers Tallinn et Cronstadt. Pour se prémunir contre une sortie de la flotte rouge, les Allemands déployèrent un grand groupe de combat, comprenant le nouveau cuirassé Tirpitz, des croiseurs, des destroyers en mer Baltique d’août à septembre 1941, et déposa une série de champs de mines dans le golfe de Finlande. Comme la flotte soviétique ne tenta pas de fuir vers l'Atlantique ou la Suède neutre, l’Allemagne retira finalement ses navires capitaux. Plus tard, le navire de défense côtière finlandais Ilmarinen fut coulé par des mines pendant l'opération Northwind (en), une opération de diversion qui échoua. Les sous-marins finlandais et les forces de surface attaquèrent à plusieurs reprises les convois soviétiques et Hanko, mais avec un succès limité, en raison de la forte de résistance soviétique et de problème de matériels. Un rapport de Hanko signalait un navire de transport arrivant avec deux torpilles finlandaises non explosées en saillie sur coque.
Comme les bases navales à Riga et Liepāja furent perdus lors de l’avancée allemande, la marine soviétique se retira à Tallinn, qui se rendit à la fin du mois d’août, forçant les Soviétiques à évacuer par la mer. Pour empêcher cela, les marines allemande et finlandaise mouillèrent 2 400 mines, les ajoutant aux 600 déjà présentes dans les couloirs maritime au large de Tallinn. L'artillerie allemande fut déplacée dans la péninsule de Juminda et les torpilleurs finlandais et allemands furent mis en alerte. L'évacuation soviétique mis en œuvre 160 navires, qui transportèrent 28 000 personnes (dont les dirigeants communistes et leurs familles, le personnel de l'armée et de la marine, et 10 000 Estoniens) et 60 000 tonnes de matériel. L'évacuation débuta dans la nuit du 27 août, en même temps que les premières troupes allemandes entraient dans la ville. Lors de l'embarquement des navires étaient constamment soumis aux attaques des bombardiers et de l'artillerie allemande, qui ont continué leurs attaques jusqu’à ce que l'armada atteigne la péninsule, minée, de Juminda. Le 28, à minuit, l'armada s’engouffra dans les champs de mines, tout en étant attaqué par des torpilleurs finlandais et allemands. Les pertes furent lourdes, avec 65 des 160 navires perdus, et plusieurs autres endommagés. Sur les 28 000 personnes évacuées, 16 000 ont périrent. Avec relativement peu de moyens, la Kriegsmarine et la marine finlandaise avait porté un coup sévère à la flotte de la Baltique soviétique, qui se retira derrière la sécurité relative des barrières de mines et des fortifications côtières de Cronstadt,,.
Au début de la guerre les troupes terrestre finlandaise isolèrent la base de Hanko, avec ses 30 000 hommes de la garnison. Le front resta statique, avec seulement des actions navales et amphibies à petite échelle dans l'archipel environnant. À la fin de l'été, la 17e division finlandaise, qui constituait l'essentiel de la force assiégeante, délaissa Hanko pour la Carélie orientale. En décembre 1941, la base fut évacuée, après avoir perdu de son importance en raison à la fois de la poursuite du blocus et l'avance rapide des Allemands vers Leningrad. L'évacuation fut réalisée en plusieurs convois, qui réussirent à transporter environ 23 000 soldats à Leningrad. La flotte subit des pertes du aux champs de mines finlandais et à l'artillerie côtière, perdant trois destroyers et deux grands navire de transports (Andrei Jdanov et Iosif Staline) ainsi que plusieurs petits bateaux. Les troupes finlandaises prirent la base d’Hanko abandonné et miné après que les Soviétiques l’eurent abandonnée,,.
En dépit des mines, de la suprématie aérienne ennemie, et que l'avance terrestre rapide des Allemands eut grandement neutralisé ses éléments lourds, la flotte soviétique de la Baltique au voisinage immédiat de Leningrad n'avait pas été détruite. Les bombardements de la côte par la flotte fut un facteur important dans la défense de Leningrad vis-à-vis de l'assaut initial allemand en septembre. Le cuirassé Marat fut coulé par des Junkers Ju 87 Stuka, bombardiers en piqué allemands, à Cronstadt le 23 septembre, mais il fut partiellement remis en service pour être utilisé en batterie statique. Beaucoup de marins de la flotte de la Baltique se battirent à terre pendant le siège de Leningrad. Aussi, bien que quelques-unes des îles du golfe de Finlande furent perdues en 1941, l’amiral Tributs avaient décidé de garder les îles de Seiskari et de Lavansaari, qui se révélèrent être des bases importantes à mesure que la guerre progressait.

### Opérations en 1942
En 1942, la flotte de la Baltique fut confinée à la partie la plus profonde du golfe de Finlande par les champs de mines allemands. Les Soviétiques maintinrent la tête de pont d'Oranienbaum et envoyèrent plusieurs sous-marins dans la mer Baltique via l’île Lavansaari, qui, à ce stade de la guerre, s'avéra une base précieuse pour, à la fois, les sous-marins et les forces de surface légères.
Les sous-marins attaquèrent les germano-finlandais ainsi que les neutres avec un succès limité, ils coulèrent 18 navires mais perdirent 12 sous-marins. Bien que les pertes dues aux sous-marins soviétiques fussent assez légères, leur présence dans la mer Baltique perturba les transports et contraignit les navires à emprunter les eaux côtières plus sûres au lieu des routes maritimes au large plus rapide. Les opérations sous-marines soviétiques continues forcèrent les Allemands et les Finlandais à intensifier leurs efforts contre les sous-marins dans le golfe de Finlande, et en grande partie grâce à ces efforts, les sous-mariniers soviétiques rencontrèrent de plus en plus de difficultés et de pertes, tout en n’ayant toujours moins de victoires contre les navires de l'Axe.
Les Soviétiques avaient évacué la plupart des îles du golfe de Finlande à la fin de l’année 1941. Ils reconquirent Suursaari alors aux mains d’un petit détachement finlandais en janvier 1942. Deux mois plus tard, une force finlandaise plus importante, appuyée une forte couverture aérienne, marcha sur la glace et chassa la garnison soviétique. Les tentatives soviétiques pour regagner l'île donnèrent lieu à des combats qui se sont poursuivis sur la glace jusqu’en avril 1942. Les forces finlandaises et allemandes capturèrent également Tytärsaari alors très légèrement défendue. En juillet 1942, les Soviétiques tentèrent d'arracher la petite île de Someri aux Finlandais. En dépit d’un début prometteur, la force de débarquement soviétique fut écrasée, et les unités navales de soutien furent repoussées dans ce qui s'avéra être l'une des plus grandes batailles de surface sur la mer Baltique pendant la Seconde Guerre mondiale. Au cours de cette bataille, les canonnières Finlandaises Turunmaa et Hämeenmaa furent endommagées par des avions soviétiques .
Sous-marins finlandais passèrent la plupart du début de l’année 1942 à quai, où ils furent équipés de dispositifs d'écoute et de systèmes d'armes améliorés. En octobre 1942, ces sous-marins furent déployés en mer d'Åland afin de chasser les sous-marins soviétiques qui avaient réussi à franchir les barrières anti-sous-marins. Chacun des trois grands sous-marins finlandais réussit à détruire un sous-marin soviétique, dont deux furent détruits avec des torpilles, et un éperonnage intentionnel. Les actions anti-sous-marines dans la mer d'Åland se révélèrent suffisamment efficaces pour que le commandement soviétique diminuât ses opérations sous-marines dans la région.
En novembre 1942, les torpilleurs finlandais attaquèrent le port de Lavansaari alors sous contrôle soviétique, coulant la canonnière Krasnoye Znamya en eau peu profonde. Les Soviétiques furent en mesure de renflouer et de réparer le navire, et après plusieurs mois, il fut renvoyé au service actif.

### Opérations en 1943
Au printemps de 1943, l'Axe acheva un vaste barrage de mine et de filet anti-sous-marin dans le golfe de Finlande, empêchant les sous-marins soviétiques d’aller attaquer les navires allemands ou de perturber la formation des sous mariniers allemands. Les Soviétiques réussirent au moins à couler l'un des deux principaux mouilleurs de mines finlandais: le Riilahti fut torpillé et coulé par torpilleur TK-94. Six sous-marins soviétiques furent perdus en essayant de traverser le barrage.
De plus, le 16 septembre, un Iliouchine Il-4 surprit les navires d’escorte finlandais Uisko et Tursas au nord du phare de Keri. Le Uisko fut coulé par une torpille provoquant la mort de 18 hommes, seulement 2 hommes survécurent.

### Opérations en 1944
Les Soviétiques commencèrent à défaire l'Axe sur terre en 1944, levant le blocus de Leningrad et soulageant la tête de pont d’Oranienbaum en janvier. En février 1944, la Finlande perdit le VMV 12 et le VMV 8 qui furent coulés lors de raids aériens soviétiques sur Helsinki. D'autre part, en février 1944 toujours, un assaut amphibie soviétique sur la côte sud du golfe de Finlande fut repoussé. Résistant à la frontière estonienne, l'Axe maintint un blocus grâce aux champs de mines jusqu'en septembre, lorsque la Finlande signa la paix avec l'Union soviétique, et le groupe d'armées du Nord se retira de l'Estonie. La Kriegsmarine perdit plusieurs dragueurs de mines et le croiseur anti-aérien Niobe dans l’opération. Trois torpilleurs allemands de la classe Elbing, le T-22, le T-30 et le T-32 furent également perdu après avoir foncé dans un champ de mines en août 1944.
Lors de l'offensive soviétique contre la Finlande à l'été 1944, l'Armée rouge débarqua dans les îles Koivisto. Les unités navales finlandaise et allemandes affrontèrent les unités navales légères soviétiques et furent soumises à des attaques aériennes répétées, au cours de laquelle la marine finlandaise perdit le Tarmo et le VMV 17, et l'Allemagne le T31 et l’AF32, les deux marines eurent plusieurs autres navires endommagés. Les forces finlandaises furent évacuées des îles contestées, ce qui ouvrit la voie à des opérations amphibies soviétiques sur la golfe de Viipuri. Les forces navales légères finlandaises et allemandes effectuèrent des raids répétés dans la baie, sous les attaques constantes depuis les airs, de l'artillerie et des torpilleurs. Même si aucun des navires ne fut perdu durant les raids, presque tous les navires impliqués furent lourdement endommagés. Les forces navales n’atteignirent jamais leur zone cible, mais leurs raids contribuèrent à la défense des îles de la baie de Viipuri en attirant les tirs d'artillerie, ainsi que les attaques des avions soviétique,.
Après le débarquement allié en Normandie, l’amiral Karl Dönitz transféra la majeure partie de la flotte de surface allemande de la mer Baltique afin de soutenir le flanc maritime de l'armée allemande. Le croiseur lourd Prinz Eugen bombarda les positions de l'Armée rouge, près de Riga, et plusieurs U-boot s’infiltrèrent dans le golfe de Finlande, faisant perdre aux Soviétiques six bâtiments.
À la suite de l'armistice entre la Finlande et l’Union soviétique, les Allemands tentèrent de s'emparer de positions stratégiques en Finlande. Dans la mer Baltique, cela inclut l'opération Tanne Ost, qui échoua, et l'opération Tanne West qui fut annulée.
À la fin août et en septembre, les Allemands abandonnèrent l'Estonie, évacuant avec succès 91 000 soldats et 85 000 réfugiés civils par bateau. Ceci, combiné avec l'utilisation de bases finlandaises et des voies maritimes côtières, permit aux Soviétiques de contourner la barrière anti-sous-marins auparavant impénétrable. Au cours de l'opération de débarquement Moonzund, l'Armée rouge et la flotte de la Baltique prirent les îles de la Baltique en septembre, et terminèrent leurs opérations en Estonie à la fin du mois d’octobre. La Kriegsmarine s'opposa à cette offensive en bombardant l'Armée rouge, perdant les destroyers Z35 et Z36 (en) en décembre.

### Opérations en 1945
En 1945, alors l'Armée rouge s’avançait plus loin dans le territoire allemand, la marine allemande participa à l'évacuation des réfugiés et au bombardement des positions soviétiques. La flotte de surface soviétique resta dans la région de Leningrad à cause des champs de mines et du mauvais état des navires, mais les sous-marins soviétiques furent très actifs, coulant les navires de croisière Wilhelm Gustloff, Steuben et le Goya, qui évacuaient les réfugiés de Prusse-Orientale, avec de lourdes pertes. Les Soviétiques accomplirent un seul raid important, en utilisant des vedettes lance-torpilles pour torpiller et fortement endommager, dans le golfe de Dantzig, le destroyer allemand moderne Z-34, mais ce coup d'éclat n'eut pas de successeur.

## Opérations sur le lac Ladoga
Avant la Seconde Guerre mondiale, les forces navales soviétique et finlandaise sur le lac Ladoga (en finnois Laatokka) étaient limitées par le traité de Tartu de 1920, qui limitait le déplacement maximum des navires à 100 t et le calibre maximal des canons à 47 mm.

### Opérations en 1939-1940
Le lac Ladoga est devenu un des champs de bataille durant la guerre d'Hiver, bien qu’il fût resté gelé la plupart du temps lors de ce conflit, limitant l'utilisation des forces navales sur le lac. Comme l'hiver avançait, les mouvements de troupes et de l'approvisionnement sur la glace devinrent de plus en plus importants, les Finlandais ayant encerclé une grande formation soviétique sur la rive nord du lac, près de Kitila, dans un motti. Contrairement à beaucoup d'autres formations soviétiques encerclées, les forces à Kitila purent survivre grâce aux routes d'approvisionnement sur la glace. Les forces finlandaises essayèrent à plusieurs reprises de mettre fin à ces opérations en fortifiant deux îles à côté de la route de glace et créant des fissures dans la glace.

### Opérations en 1941-1944
Lorsque commencèrent l'opération Barbarossa et la guerre de Continuation, le lac Ladoga devint à nouveau un champ de bataille. La première tâche des Soviétiques fut l'évacuation des troupes de l'Armée rouge piégées dos à la rive nord du lac par l'avancée des forces finlandaises. Ces retraites furent pour la plupart réussies, les forces soviétiques n’enregistrant que des pertes mineures. Après la poussée allemande vers Leningrad et le siège de la ville, les routes d'approvisionnement sur le lac prirent une importance capitale pour les défenseurs soviétiques. Comme la formation de la glace empêchait le transport de fournitures par bateaux, des routes de glace furent construites sur le lac de glace, formant la route de la vie.
À l'été 1942, les Finlandais avaient emmené seulement le torpilleur obsolète Sisu sur le lac Ladoga. Le reste de leur force navale était composée de petits bateaux civils et de navires de transport pris aux Soviétiques. L'Allemagne et l'Italie envoyèrent également des forces navales sur le Ladoga, formant le détachement naval K. Utilisant principalement des vedettes lance-torpilles italiennes et des barges d'artillerie et de bateaux mouilleurs de mines allemands, le détachement naval essaya plusieurs fois d'interdire les convois de ravitaillement de Leningrad sur le lac Ladoga. Ils furent transférés lorsque le lac commença à geler, et n’y retournèrent pas l'année suivante, car les Soviétiques avaient réussi à ouvrir une route terrestre vers Leningrad en janvier 1943. Les Finlandais achetèrent plusieurs péniches allemandes et des bateaux d'infanterie et les utilisèrent sur le lac Ladoga ; ils achetèrent également des vedettes lance-torpilles italiennes et les utilisèrent dans la Baltique.
En 1943, il y eut peu d'activité navale sur le lac. En 1944, toutefois, l'offensive soviétique sur la rivière Svir (visant à capturer Sortavala à extrémité nord du lac) incluait un débarquement à Tuloksa sur la rive orientale. Une brigade soviétique d'infanterie de marine débarqua, et plus tard fut renforcée par une seconde. La supériorité aérienne et navale soviétique empêcha les forces navales finlandaises de les contrer. Cependant, comme l'offensive soviétique se poursuivait, la flottille finlandaise renforcée par trois vedettes lance-torpilles obsolètes et trois barges supplémentaires acquises auprès des Allemands, appuyèrent les forces terrestres avec leur artillerie et contrèrent les raids soviétiques à l'extrémité nord du lac. Quand un cessez-le feu fut déclaré, la plupart des bâtiments finlandais furent évacués par voies terrestres au-delà la frontière convenue. Les Soviétiques exigeaient les anciennes péniches et bateaux d'infanterie allemands, et les réceptionnèrent en août 1945, à Helsinki.

## Opérations sur le lac Onega
Lorsque les forces finlandaises atteignirent le lac Onega (en finnois Ääninen) en 1941, ils capturèrent plusieurs navires soviétiques, et renflouèrent plusieurs autres qui avaient été sabordés en eau peu profonde par les Soviétiques en retraite. Certains d'entre eux furent armés par les Finlandais. Un navire de la marine soviétique capturé renommé VTV-1 (canonnière de patrouille no 1) fut conduit à Onega pour soutenir les opérations navales. Cependant, la plupart des navires finlandais disponibles étaient obsolètes et incapables de tenir tête à la petite force soviétique qui opérait sur le lac.
Après avoir estimé que les chances de succès face aux forces navales soviétiques pendant la saison d'eau libre étaient faibles, les Finlandais préférèrent des patrouilles à longue distance pour attaquer les bateaux soviétiques alors qu'ils étaient encore à quai. Leur première opération réussie eut lieu sur le lac gelé au printemps de l’année 1942, quand une patrouille finlandaise traversa la glace et mis le feu à des barges soviétiques. De petites escarmouches émaillèrent toute l’année 1942. Dans un engagement notable, le 4 septembre, trois navires finlandais escortant un remorqueur engagèrent un paquebot soviétique armé, et plus tard deux bateaux de patrouille, avec des résultats peu concluants. Au cours de l'hiver 1942-1943, le lac Onega ne gela pas entièrement, ce qui empêcha les actions sur la glace. Une autre rencontre non décisive entre les forces navales soviétiques et finlandaises eut lieu le 13 septembre 1943. L'hiver 1943-1944 fut également assez chaud, permettant aux navires de naviguer tout au long de la saison sur le lac Onega.
Comme le réseau de transport à terre était d'une utilité relativement limitée, la tâche principale de forces navales finlandaise était de protéger le transport des matériels sur le lac. Lorsque les Soviétiques commencèrent leur offensive en 1944 sur l'isthme de Carélie, les Finlandais, anticipant une nouvelle offensive près du lac Onega, avait déjà commencé à évacuer la région. Du 16 au 27 juin, les forces navales finlandaise protégèrent avec succès les convois d'évacuation, à la suite de quoi les navires furent désarmés et sabordés. Seul le VTV-1 fut épargné, étant transporté par chemin de fer dans la Baltique. Les forces navales soviétiques commencèrent leurs attaques sur le lac Onega, le 26 juin, et au moment où ils débarquèrent des troupes à Petrozavodsk, le 28 juin, les Finlandais avaient déjà quitté la région.

### Les forces navales finlandaise sur le lac Onega
| Name                      | Type                            | Rôle                                   | Armement                                                 |
| ------------------------- | ------------------------------- | -------------------------------------- | -------------------------------------------------------- |
| Karhumäki, Kontupohja     | Bateaux à vapeur à roue à aubes | Canonnières                            | de 75 mm, 0 à 2 canon(s) de 40 mm, 2 à 3 canons de 20 mm |
| Patrouilleur VTV-1        | patrouilleur (capturé en 1941)  | Canonnière                             | 1 canon de 76,2 mm, 1 canon de 20 mm, 6 mitrailleuses    |
| Väinö, Urho, Ilmari, Limo | Remorqueurs                     | Bateaux de patrouille                  | 1 à 2 canon(s) de 40 ou 45 mm, 1 canon de 20 mm          |
| 14 bateaux                | Bateaux à moteur                | Bateau de patrouille/dragueur de mines | 2 fusils antichar de 20 mm, 2 mitrailleuses              |